# Автомагістраль A6 (Польща)
Автомагістраль A6 (пол. Autostrada A6) — польська автомагістраль протяжністю 28,2 км, яка є продовженням німецької автомагістралі A11 і створює сполучення з нею Щецин-Берлін по міжнародній трасі E28. До 14 серпня 2009 року це була єдина автомагістраль в країні, пов'язана з європейською мережею автомагістралей. З 2000 року входить до складу державної дороги № 6, раніше була окремою артерією.
Вона пролягає від кордону з Німеччиною в Колбасково, південному передмісті Щецина, через території ландшафтного парку «Долина Долішня Одри» та ландшафтного парку «Пуща Букова» біля підніжжя Букових гір до перехрестя Ржесниці (з швидкісна дорога S3 у напрямку Свіноуйсьце та провінційна дорога № 142).
Дорога має двосторонній, чотирисмуговий профіль, майже по всій довжині. Виняток становить 1-кілометрова ділянка між км 5 + 400 і км 4 + 400, де для згладжування руху на під'їзді до вершини Вал Стобнянського на північній дорозі (тобто, що веде на захід), додаткова, третя смугу було виділено за рахунок аварійної смуги.

## Історія
Існуюча ділянка A6 була побудована німцями як ділянка Рейхсавтобану (RAB) 4а Берлін-Щецин (див. «берлінка»). Будівництво автомагістралі було урочисто відкрито наприкінці 1933 року, а роботи розпочалися навесні 1934 року. Для реалізації інвестицій були задіяні безробітні. 27 вересня 1936 року Герман Герінг офіційно відкрив 113 кілометрів шосе від Берліна до Щецина (до тодішнього перехрестя Штеттін-Зюд, нині Щецин Західний, колишнє Колбасково). Через два роки, у 1938 році, RAB 4a було продовжено південною об’їзною дорогою Щецина до розв’язки Бедерштрассе (сьогодні Ржесниця).
У 1945 році під час війни мости на р. Західна Одра. і Східна Одра були підірвані відступаючими частинами німецько-фашистських військ, щоб ускладнити Червоній Армії нанесення оточуючого удару по Щецину.
Автомагістраль A1 перетинається чи з'єднується з такими автомагістралями та швидкісними дорогами:
- Щецин – Русоцин
- Росувак – Щецин
- Свіноуйсьце – Любавка
- Любєшин – Плонськ
- Щецин – Нарушево
- Ржесниця – Лісово

Розв'язка A6 з автомагістраллю S3 у Щецині.
Розв'язка A6, автомагістраллю S3 і національної дороги № 10 у Києво.